# Experimental Jet Set, Trash and No Star
Albums de Sonic Youth
Dirty
(1992) Screaming Fields of Sonic Love
(1995)
Experimental Jet Set, Trash and No Star est un album du groupe Sonic Youth sorti en 1994 sur DGC/Geffen.

## Historique
Lee Ranaldo ne chante aucun morceau. Dans la version CD, le livret est remplacé par différentes pochettes qui ont été choisies par les membres du groupe. La dernière piste, Sweet Shine, contient un "morceau caché" au bout d'à peu près une minute de silence ; il s'agit en fait de bruits collés entre eux.

## Liste des titres
1. Winner's Blues - 2:07
2. Bull in the Heather - 3:04
3. Starfield Road - 2:15
4. Skink - 4:12
5. Screaming Skull - 2:39
6. Self-Obsessed and Sexxee - 4:30
7. Bone - 3:58
8. Androgynous Mind - 3:30
9. Quest for the Cup - 2:30
10. Waist - 2:49
11. Doctor's Orders - 4:20
12. Tokyo Eye - 3:54
13. In the Mind of the Bourgeois Reader - 2:33
14. Sweet Shine (+ un collage de bruits caché) - 7:50 (5:22 + 1:04 + 1:24)

## Musiciens
- Kim Gordon - Basse/Chant
- Thurston Moore - Guitare/Chant
- Lee Ranaldo - Guitare
- Steve Shelley - Batterie